# Guir
Guir (franska: Guir (CR), Guir (Commune Rurale), arabiska: غرس تعلالين) är en kommun i Marocko.   Den ligger i provinsen Midelt och regionen Drâa-Tafilalet, 300 km sydost om huvudstaden Rabat. Antalet invånare är 3 499.